# Hermann Kastner
Hermann Kastner, född 25 oktober 1886 i Berlin, död 4 september 1957 i München, var en tysk jurist och politiker.
Hermann Kastner var medlem av sachsiska lantdagen 1923–1933 för Tyska demokratiska partiet, var praktiserande advokat i Dresden 1933–1945 och deltog vid bildandet av Liberaldemokratiska partiet i Sachsen 1945. Han invaldes i lantdagen där 1946 och var justitieminister december 1946–april 1948, då han efterträdde Wilhelm Külz som ordförande i Liberaldemokratiska partiet i den östtyska ockupationszonen. Kastner anslöt sig med partiet till den av kommunisterna upprättade Nationella fronten och blev i oktober 1949 vice ministerpresident i Otto Grotewohls regering.